# Championnat WFTDA
Le championnat WFTDA est le championnat principal de roller derby organisé par la Women's Flat Track Derby Association (WFTDA) depuis 2006.
Toutes les « ligues » (au sens clubs sportifs) de la WFTDA participent à un championnat régional et chaque région organise par la suite un tournoi réunissant les 10 meilleurs clubs : de l'Est, du Centre-Nord, du Centre-Sud et de l'Ouest. Les trois meilleurs clubs de chacun de ces quatre tournois régionaux sont qualifiés pour le championnat national. Les quatre tournois régionaux qualificatifs et le championnat sont couramment appelés le Big 5.
Depuis 2008, le gagnant du championnat est récompensé par le trophée Hydra.

## Historique
| Année | Date                    | Nom du tournoi                 | Lieu                        | Champion                    | Finaliste                 | Troisième                     |
| ----- | ----------------------- | ------------------------------ | --------------------------- | --------------------------- | ------------------------- | ----------------------------- |
| 2006  | 24-26 février           | Dust Devil                     | Tucson (Arizona)            | Texas Rollergirls           | Tucson Roller Derby       | Arizona Roller Derby          |
| 2007  | 28-30 septembre         | Texas Shootout                 | Austin (Texas)              | Kansas City Roller Warriors | Rat City Rollergirls      | Texas Rollergirls             |
| 2008  | 14-16 novembre          | Northwest Knockdown            | Portland (Oregon)           | Gotham Girls Roller Derby   | Windy City Rollers        | Philly Rollergirls            |
| 2009  | 13-15 novembre          | Declaration of Derby           | Philadelphie (Pennsylvanie) | Oly Rollers                 | Texas Rollergirls         | Denver Roller Dolls           |
| 2010  | 5-7 novembre            | Uproar on the Lakeshore        | Chicago (Illinois)          | Rocky Mountain Rollergirls  | Oly Rollers               | Gotham Girls Roller Derby     |
| 2011  | 11-13 novembre          | Continental Divide and Conquer | Broomfield (Colorado)       | Gotham Girls Roller Derby   | Oly Rollers               | Texas Rollergirls             |
| 2012  | 2-4 novembre            | Grits and Glory                | Atlanta (Géorgie)           | Gotham Girls Roller Derby   | Oly Rollers               | Denver Roller Dolls           |
| 2013  | 8-10 novembre           | Championnat WFTDA              | Milwaukee (Wisconsin)       | Gotham Girls Roller Derby   | Texas Rollergirls         | B.ay A.rea D.erby Girls       |
| 2014  | 31 octobre - 2 novembre | Championnat WFTDA              | Nashville (Tennessee)       | Gotham Girls Roller Derby   | Rose City Rollers         | B.ay A.rea D.erby Girls       |
| 2015  | 6-8 novembre            | Championnat WFTDA              | Saint Paul (Minnesota)      | Rose City Rollers           | Gotham Girls Roller Derby | Victorian Roller Derby League |
| 2016  | 4-6 novembre            | Championnat WFTDA              | Portland (Oregon)           | Rose City Rollers           | Gotham Girls Roller Derby | Victorian Roller Derby League |

| Rang | Équipe                        | Champion | Finaliste | Troisième | Total |
| ---- | ----------------------------- | -------- | --------- | --------- | ----- |
| 1    | Gotham Girls Roller Derby     | 5        | 2         | 1         | 8     |
| 2    | Rose City Rollers             | 2        | 1         | 0         | 3     |
| 3    | Oly Rollers                   | 1        | 3         | 0         | 4     |
| 4    | Texas Rollergirls             | 1        | 2         | 2         | 5     |
| 5    | Kansas City Roller Warriors   | 1        | 0         | 0         | 1     |
| 5    | Rocky Mountain Rollergirls    | 1        | 0         | 0         | 1     |
| 7    | Tucson Roller Derby           | 0        | 1         | 0         | 1     |
| 7    | Rat City Rollergirls          | 0        | 1         | 0         | 1     |
| 7    | Windy City Rollers            | 0        | 1         | 0         | 1     |
| 10   | Denver Roller Dolls           | 0        | 0         | 2         | 2     |
| 10   | B.ay A.rea D.erby Girls       | 0        | 0         | 2         | 2     |
| 10   | Victorian Roller Derby League | 0        | 0         | 2         | 2     |